# Cantanhede (freguesia)
Cantanhede era una freguesia portuguesa del municipio de Cantanhede, distrito de Coímbra.

## Historia
Fue suprimida el 28 de enero de 2013, en aplicación de una resolución de la Asamblea de la República portuguesa promulgada el 16 de enero de 2013 al unirse con la freguesia de Pocariça, formando la nueva freguesia de Cantanhede e Pocariça.

## Patrimonio
- Capela de Varziela o Capilla de Nossa Senhora da Misericórdia.
- Igreja de São Pedro (Cantanhede) o Iglesia Matriz de Cantanhede.
- Cruzeiro de Lemede o Cruzeiro de Póvoa da Lomba.